# تل گچی صفر هیجده
تل گچی صفر هیجده در شهرستان شوشتر، روستای قلعه سید واقع شده و این اثر در تاریخ ۵ آذر ۱۳۸۰ با شمارهٔ ثبت ۴۲۲۲ به‌عنوان یکی از آثار ملی ایران به ثبت رسید.